# 秋山虎六
秋山 虎六（あきやま とらろく、1883年〈明治16年〉8月2日 - 1952年〈昭和27年〉4月28日）は、日本の海軍軍人。最終階級は海軍少将。佐賀県佐賀市巨勢町出身。

## 経歴

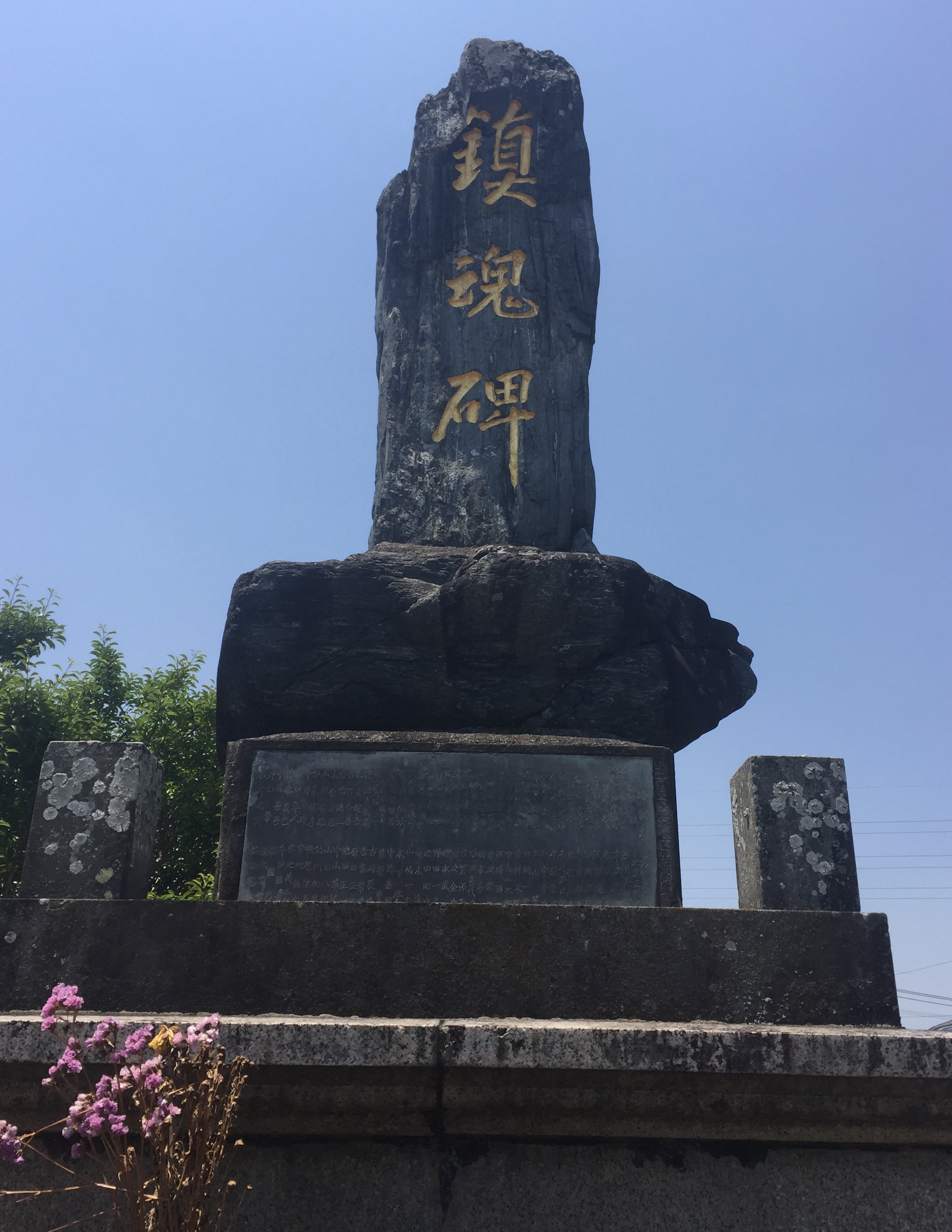
巨勢神社鎮魂碑

旧制佐賀中学校から海軍兵学校に進学。1905年（明治38年）5月27日、翌28日にかけて日本海海戦に参戦する。同年11月28日、海軍兵学校33期卒業。同期に豊田貞次郎、豊田副武、有地十五郎、小野弥一、中村亀三郎など。
各軍艦勤務をへて海軍砲術学校高等科に入校。1912年（大正元年）英国出張。第一次世界大戦･日独戦争では英国と共に海軍陸戦重砲隊中隊長として、ドイツ帝国が清国から租借し、権益を持つ山東省青島の戦いで奮戦した。1916年11月、海軍大学校（甲種14期）を卒業。同期に阿武清、有馬寛、出光万兵衛、山本五十六など。
海大卒業後、水上機母艦若宮、軽巡洋艦大井、神通で艦長を勤める。重巡洋艦加古艦長時の1929年（昭和4年）5月2日、英国王室グロスター公爵ヘンリー王子が乗艦するケント級重巡洋艦サフォークが来日した際、加古と古鷹で出迎えた。同年11月30日海軍航空本部教育部長に就任。1930年（昭和5年）ロンドン海軍軍縮会議開催。1931年（昭和6年）9月満州事変勃発。
同年12月1日、海軍少将昇進。横須賀海兵団長時の1932年（昭和7年）には、第一次上海事変で上海共同租界の防衛、海軍青年将校により犬養毅総理大臣を射殺するというクーデター未遂事件（五・一五事件）が発生。1933年（昭和8年）横須賀防備隊指令に就任。1934年（昭和9年）軍司令部出仕、予備役、対英米戦争に反対し、第3次近衛内閣総辞職を機に1942年（昭和17年）退役。
戦後の1947年（昭和22年）11月28日、公職追放の仮指定を受ける。
故郷の巨勢神社には彼の筆による戦没者鎮魂碑が建立されている。

## 親族
- 妻:千代子（千葉胤明娘）
- 甥:大次郎
- 義甥:江崎利一
- 曾姪孫:天本浩義

## 栄典
- 1907年（明治40年）2月12日 - 正八位[3]
- 1921年（大正10年）1月20日 - 正六位[4]
- 1935年（昭和10年）1月4日 - 従四位[5]